# Benigno Blanco
Benigno Blanco Rodríguez (Olloniego, Asturias, 1957) es un abogado y Político español, antiguo presidente del Foro Español de la Familia. En los gobiernos de José María Aznar fue secretario de Estado durante ocho años, primero de Aguas y luego de Infraestructuras.

## Biografía
Entre 1982 y 1987 dirigió un despacho de abogados en Gijón (Asturias), a la vez que ostentaba la Dirección de la Asesoría Técnico-jurídica de Alianza Popular en la Junta General del Principado de Asturias. Entre 1987 y 1996  trabajó en los servicios jurídicos de Hidroeléctrica Española, donde llegó a ser el director de asesoría jurídica de Iberdrola a partir de 1990. Desde 1995 trabajó como asesor técnico-jurídico del Grupo Parlamentario Popular en el Congreso de los Diputados y en el Senado desde 1997.
A partir de 1996 durante el gobierno de José  María Aznar asumió puestos en el Gobierno de España  siendo nombrado por Aznar como Secretario de Estado de Aguas y Costas del Ministerio de Medio Ambiente (1996-2000) y como Secretario de Estado de Infraestructuras del Ministerio de Fomento (2000-2004).

Como Secretario de Estado de Aguas dirigió personalmente la modificación de la legislación de Aguas española aprobada en 1999 y la elaboración del «Libro Blanco del Agua» y el proyecto de Plan Hidrológico Nacional, posteriormente aprobado por Ley del Parlamento Español en el año 2001. Como Secretario de Estado de Infraestructuras dirigió la reforma de la legislación española en materia de concesiones de ferrocarriles y puertos.
Ha sido Vicepresidente de la Asociación Asturiana en Defensa de la Vida, Presidente de la Federación Española de Familias Numerosas, Miembro del Comité Federal de la Federación Española de Asociaciones en defensa de la vida y de la Pontificia Academia Pro Vita. Ha sido Presidente del Foro de la Familia hasta junio de 2015 y actualmente forma parte de su Junta Directiva. Así mismo, es Vicepresidente de la Fundación Red Madre y miembro del Patronato y del Comité Ejecutivo de Fundación Másfamilia, gestora del certificado efr (Empresa Familiarmente Responsable).
Está en posesión de la gran cruz de la Orden de Isabel la Católica otorgada por Juan Carlos I de España y es miembro de la Real Sociedad Geográfica Española. En 2011 fue galardonado con el Premio San Benedetto que se otorga en Italia a personas e instituciones que destacan por su contribución a la construcción de una Europa comprometida con la tradición cristiana y humanista, premio que en la edición de 2005 fue otorgado al entonces cardenal Joseph Ratzinger y en sucesivas ediciones a gobernantes de distintos países europeos y a juristas de reconocido prestigio en los países de la Unión Europea.
También se dedica a la asesoría de empresas españolas respecto a inversiones concesionales en infraestructuras y equipamientos fuera de España y es socio de un bufete de abogados Iuris Family Office.
Tras desvincularse del PP, en 2017 se integró en un nuevo proyecto, el partido político Avanza.
Es padre de tres hijos. Es miembro del Opus Dei.